# 相模原市立南大野小学校
相模原市立南大野小学校（さがみはらしりつ みなみおおのしょうがっこう）は、神奈川県相模原市南区上鶴間1丁目にある公立小学校である。

## 沿革
- 1913年（大正2年）3月25日 - 尋常高等大野小学校南分教場として開校。
- 1943年（昭和18年）7月6日 - 大野国民学校南分教場から、大野第三国民学校（現:南大野小学校）として独立開校。
- 1945年（昭和20年）4月1日 - 元陸軍通信学校（現:谷口台小学校）の一部を仮教場として使用。
- 1950年（昭和25年）4月1日 - 仮教場は大野第四小学校（現:谷口台小学校）として独立開校。
- 1955年（昭和30年）11月26日 - 校地を現在地に移転し、現第一校舎落成。
- 1956年（昭和31年）11月1日 - 校章制定。
- 1957年（昭和32年）9月1日 - 相模原市立南大野小学校と改称。
- 1958年（昭和38年）9月1日 - 創立20周年を記念し、校歌制定。
- 1959年（昭和39年）2月20日 - 給食室竣工し、給食開始。
- 1965年（昭和40年）
  - 3月1日 - 鉄筋校舎竣工（4教室）。
  - 7月14日 - プール竣工。
- 1966年（昭和41年）4月1日 - 学区の一部を分離し、東林小学校新設。
- 1968年（昭和43年）5月31日 - 防音校舎落成。
- 1971年（昭和46年）2月20日 - 体育館落成。
- 1975年（昭和50年）4月1日 - 学区の一部を分離し、鶴園小学校新設。
- 1976年（昭和51年）4月1日 - 学区の一部を分離し、くぬぎ台小学校新設。
- 1980年（昭和55年）12月23日 - 県立座間養護学校新設により、校地内から移転。
- 1981年（昭和56年）
  - 4月1日 - 学区の一部を分離し、谷口小学校新設。同日、あじさい級（知的）開級
  - 6月2日 - 難聴・言語学級開級。
- 1982年（昭和57年）
  - 10月30日 - アスレチック新設。
  - 11月13日 - 創立40周年記念事業として、「学びの門」完成。
- 1983年（昭和58年）10月20日 - 給食室改築工事。
- 1984年（昭和59年）3月24日 - プール6施設改築工事完成。
- 1987年（昭和62年）4月 - 南大野児童クラブ開設。
- 1989年（平成元年）9月1日 - パソコン教室改修完了。
- 1990年（平成2年）
  - 10月16日 - 保健室改修工事完了。
  - 11月30日 - パソコン教室にパソコン40台設置。
- 1991年（平成3年）11月20日 - B棟改修工事完了。
- 1992年（平成4年）
  - 10月 - A棟西側12教室大改修終了。
  - 11月14日 - 創立50周年記念式典挙行。
- 1993年（平成5年）10月 - A棟東側及び16号側大改修工事終了。
- 1994年（平成7年）
  - 7月4日 - 飼育舎改修工事完了。
  - 8月1日 - 体育館･プール改修工事着手。
- 1996年（平成8年）3月31日 - プール改築工事完了。
- 1997年（平成9年）10月31日 - 浄化槽撤去と校庭排水路改修の両工事が完了。管理諸室の空調工事も完了。
- 1998年（平成10年）6月10日 - 16号側正面カーテンゲート設置。
- 1999年（平成11年）
  - 4月1日あじさい級（情緒）増設。
  - 6月8日 - 造形砂場完成（中庭）。
- 2000年（平成12年）3月31日 - 正門門扉改修・備蓄倉庫完成。
- 2001年（平成13年）12月26日 - 防犯カメラ・モニター設置工事完了。
- 2002年（平成14年）
  - 4月1日 - コスモス級（弱視）開級。
  - 4月19日 - 創立60周年記念航空写真撮影。
  - 5月29日 - 創立60周年記念カラーガード隊ドリル演奏。
  - 7月5日 - 創立60周年記念音楽会開催。
  - 8月31日 - A棟耐震（第1期）と南大野幼稚園側門扉改修の両工事完了。
- 2003年（平成15年）8月31日 - A棟幼稚園側耐震工事完了。
- 2004年（平成16年）8月31日 - B棟耐震工事完了。
- 2005年（平成17年）8月31日 - A棟耐震工事（第2期）完了。
- 2006年（平成18年）
  - 3月31日 - 正門前車止めポール設置。
  - 8月31日 - 全教室クーラー設置。
- 2008年（平成20年）3月31日 - コスモス級（弱視）閉級。
- 2009年（平成21年）4月1日 - コスモス級（弱視）開級。
- 2010年（平成22年）9月30日 - A棟B棟西側トイレ改修工事。
- 2011年（平成23年）3月31日 - コスモス級（弱視）閉級。
- 2012年（平成24年）5月11日 - 創立 70 周年記念航空写真撮影。
- 2013年（平成25年）
  - 3月 - 南大野児童クラブ増設工事。
  - 4月1日 - 学校と地域の協働推進コーディネーター配置。
- 2014年（平成26年）
  - 8月 - 渡り廊下天井吹き付け断熱材除去修繕。
  - 11月 - この月から翌年2月まで、体育館天井ボード除去工事。
- 2015年（平成27年）
  - 3月 - 知識の部屋から普通教室（2年1組）にする改修工事実施。南大野児童クラブ増設工事（ランチルーム）。
  - 6月 - 2年1組への空調設備完成。プール塗装修繕実施。
  - 11月 - 屋内運動場雨漏り修繕工事完了。
  - 12月 - A棟中央トイレ外壁雨漏り修繕工事完了。屋内運動場非常発電設備工事完了。
- 2016年（平成28年）1月 - B棟東側トイレ改修工事完了。
- 2017年（平成29年）
  - 3月 - AB棟間次年度3年生用昇降口造築工事完了。A棟次年度2年4組（旧:絵画室）改築、図工室移設（旧:木工室）完了。
  - 11月7日 - 相模女子大グリーンホールで、第1回なかよし音楽会開催（以後、平成31年(令和元年)度まで3回開催）。
- 2018年（平成30年）2月 - 南大野児童クラブ新築工事完了。
- 2020年（令和2年）
  - 3月2日 - この日から5月30日 - 新型コロナウイルス感染症拡大を受け、臨時休業。
  - 11月 - GIGAスクール構想により、1人1台タブレットPC配置完了。
- 2021年（令和3年）8月25日 - この日から8月31日まで、新型コロナウイルス感染症拡大を受け、臨時休業。
- 2022年（令和4年）
  - 3月 - A棟3階児童会室の空調設備完成。
  - 4月28日 - 創立80周年記念航空写真撮影。
- 2023年（令和5年）
  - 3月 - 幼稚園門から駐車場への通路の整備。
  - 7月 - A棟1階第2相談室（みなカフェ）にエアコン設置。
  - 8月 - 16号線側新ゲート設置。

## 児童数・学級数
- 本校の児童数は全学年合計で613人。学級数は全学年合計で22学級となっている（2024年（令和6年）5月1日現在）[2]。

## 通学区域
- 相模原市南区[3]
  - 上鶴間1丁目（1番〜44番11号・44番19号〜45番）
  - 上鶴間2丁目（1番〜3番31号・3番37号〜3番42号・4番1号〜4番17号・4番22号〜5番21号・5番27号〜6番21号・6番27号〜7番23号・7番30号〜7番47号）
  - 上鶴間6丁目（1番・5番1号〜5番4号・12番〜15番）
  - 相模大野7丁目（全域）
  - 相模大野8丁目（全域）
  - 相模大野9丁目（全域）

## 進学先中学校
- 相模原市南区[4]
  - 相模原市立上鶴間中学校 - 上鶴間1丁目（7番〜26番・32番1号〜32番8号・33番〜35番・36番9号〜44番11号・44番19号〜45番）・上鶴間・上鶴間6丁目から通う児童の進学先
  - 相模原市立新町中学校 - 上鶴間1丁目（1番〜6番・27番〜31番・32番9号〜32番13号・36番1号〜36番8号）・上鶴間6丁目（1番・12番〜15番）・相模大野から通う児童の進学先

## 周辺
- 国道16号線
- 学校法人岩本学園南大野幼稚園 - 相模原市道をはさんで、敷地が隣接。かつ、進学前幼稚園のひとつ。
- 相模原市消防局南消防署上鶴間分署
- 相模大野7丁目公園
- 相模原市上鶴間公民館 - 国道16号線の東側に位置する。
- このほか、中小規模のマンション・アパートが点在するほか、国道16号線沿いにはロードサイド店も点在する。

## アクセス
- 神奈川中央交通「大13」系統・中和田循環線で、「中和田」停留所下車後、
  - 鶴園小学校前経由相模大野駅南口行のりばから、徒歩約485m・約7分。
  - 鶴園小学校前経由後の相模大野駅南口行のりばから、徒歩約495m・約8分。
- 小田急電鉄小田原線・江ノ島線相模大野駅より、
  - 東口（北出口）から、徒歩約925m・約14分。
  - 南口から、上述の神奈中バスに乗車し、「中和田」停留所下車後、徒歩。